# Унема, Тейсье
Тейсье Иоанна Унема (нидерл. Thijsje Johanna Oenema) — нидерландская конькобежка. Участница зимних Олимпийских игр 2010 года, бронзовая призёрка чемпионата мира, чемпионка Нидерландов на 500 и 1000 м (2012). Рекордсменка Нидерландов на дистанции 500 м до 2022 года. Выступала за команду "VPZ Schaatsteam".

## Биография
Тейсье Унема начала заниматься конькобежным спортом в возрасте 5-ти лет, а уже в возрасте 6-ти лет она сразу же получила высший диплом по конькобежному спорту за свой первый год. Она также занималась дзюдо, гимнастикой и играла на саксофоне. В детстве у неё был Синдром Пфайффера, что и стало причиной того, что она вообще начала осваивать бег на 500 метров.
С 2006 года участвовала на чемпионатах Нидерландов. В 2007 году Тейсье заболела мононуклеозом и только через 4 года она стала активно кататься.
В январе 2010 года Унема прошла квалификацию на олимпиаду, победив на дистанции 500 м конкурента Марианну Тиммер и заняла 4-е место. На зимних Олимпийских играх в Ванкувере она участвовала на дистанции 500 метров и заняла 15-е место. В сезоне 2011/2012 она стала чемпионкой Нидерландов на дистанциях 500 и 1000 метров, серебряной призёркой чемпионата Нидерландов в спринтерском многоборье, завоевала три подиума на этапах Кубка мира, два на дистанции 500 м и один на 1000 м. 
В 2012 году она заняла 10-е место в спринте на чемпионате мира в Калгари и на своем дебютном чемпионате мира по отдельным дистанциям в Херенвене выиграла "бронзу" на дистанции 500 м. В ноябре вновь выиграла на дистанции 500 м в чемпионате Нидерландов. В январе 2013 года поднялась на 4-е место в многоборье на чемпионате мира в Солт-Лейк-Сити.
В феврале 2013 года заняла 5-е место в забеге на 500 м на чемпионате мира по отдельным дистанциям в Сочи, а за несколько месяцев до олимпийского отборочного турнира у неё на запястье диагностировали злокачественную опухоль: рак меланомы. Всё закончилось хорошо, но стресс помешал ей пройти квалификацию на олимпиаду 2014 года.
В январе 2015 года Унема выиграла чемпионат Нидерландов в спринте, через месяц на чемпионате мира по отдельным дистанциям в Херенвене заняла 4-е место на дистанции 500 м и стала 9-й в спринте на чемпионате мира в Астане. В ноябре 2015 года Тейсье Унема была диагностирована с раком яичников, из-за чего все цели, все мечты и все планы внезапно разрушились. Ей назначили лечение.

## Личная жизнь
Тейсье Унема окончила в 2011 году Университет Гронингена в степени бакалавра на факультете экономики и бизнеса, а в 2017 году получила степень магистра на факультетах международного финансового менеджмента и финансов. С 2012 по 2018 год работала спортивным обозревателем в "schaatsen.nl", где писала статьи о своей спортивной жизни. С 2017 года по настоящее время работает в компании "Филлипс" в Амстердаме деловым партнёром по финансированию. В 2020 году она полностью излечилась от рака и начала новую жизнь.